# Bidar Airbase
Bidar Airbase är en flygbas i Indien.   Den ligger i distriktet Bīdar och delstaten Karnataka, i den centrala delen av landet, 1 200 km söder om huvudstaden New Delhi. Bidar Airbase ligger 668 meter över havet.
Terrängen runt Bidar Airbase är huvudsakligen platt. Bidar Airbase ligger uppe på en höjd. Runt Bidar Airbase är det tätbefolkat, med 459 invånare per kvadratkilometer. Närmaste större samhälle är Bidar, 5,1 km öster om Bidar Airbase. Området runt Bidar Airbase består till största delen av jordbruksmark.
Savannklimat råder i trakten. Årsmedeltemperaturen är 28 °C. Den varmaste månaden är maj, då medeltemperaturen är 36 °C, och den kallaste är december, med 24 °C. Genomsnittlig årsnederbörd är 1 017 millimeter. Den regnigaste månaden är juli, med i genomsnitt 258 mm nederbörd, och den torraste är januari, med 1 mm nederbörd.